# Hamal (plaats)
Hamal is een gehucht van Rutten, een deelgemeente van Tongeren in de Belgische provincie Limburg.
Het gehucht bevindt zich in het zuiden van de gemeente Tongeren en is gelegen op zo'n halve kilometer ten noordoosten van de dorpskom van Rutten. De taalgrens loopt ongeveer anderhalve kilometer ten zuiden van Hamal.

## Etymologie
Het gehucht Hamal werd doorheen de geschiedenis ook aangeduid als Hamel en Hamaal. De naam van het gehucht bestaat uit twee elementen: ha en maal. Het element ha is vermoedelijk verwant aan het woord hage. Het suffix -maal is volgens taalkundige Maurits Gysseling hier niet afgeleid van het Germaanse mathla (vergader- en gerechtsplaats, zie ook ding (rechtspraak)), maar komt voort uit het Germaanse malho. Dit zou dan laagte of moerassige grond betekenen.

## Geschiedenis
Hamal was een vrijheerlijkheid die vermoedelijk ontstaan is uit het uiteenvallen van het keizerlijk domein van Herstal. De heerlijkheid kwam later in het bezit van de graven van Leuven en het aartsbisdom Keulen. De eerste heer van Hamal die schriftelijk is overgeleverd was ene Willem de Rijke, die leefde aan het einde van de 12e eeuw.
In 1214 wordt voor het eerst melding gemaakt van een kasteel te Hamal. Op die plek gaf Hendrik I van Brabant zich over aan keizer Frederik II. In de 14e eeuw vormde het kasteel meermaals de inzet van een machtsstrijd. In 1346 werd het kasteel verwoest door de milities van Tongeren, Dinant en Hoei in hun strijd tegen prins-bisschop Engelbert III van der Mark van Luik. In 1364 koos de heer van Hamal de zijde van Arnold van Rummen in diens strijd tegen prins-bisschop Jan van Arkel waarop Luikse troepen het kasteel verwoestten.
In 1672 verwoestten de troepen van de Franse koning Lodewijk XIV het oude kerkje van Hamal, gewijd aan Sint-Bartolomeüs. Het kerkje werd nog hersteld, maar in 1743 bleek het gebouw te bouwvallig te zijn en werd het gesloten. In 1773 werd de kerk uiteindelijk gesloopt. Er werd geen nieuwe kerk meer gebouwd en aan het eind van de 18e eeuw werd zowel de bestuurlijke als de kerkelijke zelfstandigheid van Hamal opgeheven. 
Op 15 mei 1897 werd de stoomtramlijn tussen Tongeren en Fexhe-le-Haut-Clocher geopend.  Arthur de Grunne, senator en destijds burgemeester van Rutten, gaf de opdracht om een tramhalte te bouwen in Hamal. Reizigers konden tot 1940 gebruikmaken van deze lijn. In 1955 werd ook het vervoer van goederen stopgezet en werd het tramstation omgevormd tot woonhuis.

## Bezienswaardigheden
- Kasteel van Hamal, een classicistisch kasteel met Engelse tuin
- Torenburcht van Rutten, de restanten van een versterkte woontoren
- Tramhuisje, een voormalig tramstation van de NMVB

## Natuur en landschap
Hamal ligt in Droog-Haspengouw. De hoogte varieert tussen 97 en 110 meter. De kern van het gehucht ligt nabij de oevers van de Ezelsbeek. De gronden bij deze beek worden voornamelijk gebruikt als hooi- of weiland. Het landschap rondom het gehucht is erg open en de lemige bodem is geschikt voor akkerbouw.

## Nabijgelegen kernen
Diets-Heur, Koninksem, Offelken, Rutten, Tongeren, Vreren

## Geboren
- Pierre Imperiali